# カイゲンファーマ
カイゲンファーマ株式会社（Kaigen Pharma Co., Ltd.）は、大阪府大阪市中央区道修町二丁目5番14号に本社を置く製薬会社である。感冒薬「改源」の製造販売元として、その名を知られる。コーポレート・メッセージは「健やかを、整えるちから。」

## 概要
- 創業者の中西武五郎が1924年に神戸で「中西武商店」として創業。

- 元々は家庭用薬品の卸から始まっており、現在まで同社の主力製品であり、生薬を配合した感冒薬「改源」はすでにこの当時から販売されていた。

- 1937年には株式会社に改組し、本社を神戸から大阪へと移す。1959年には改源株式会社に社名変更すると共に、テレビ・ラジオを通しCM放送を開始する。

- また同社が本社を置く大阪のAM局、朝日放送（ABCラジオ）でCMソング「改源の歌」を頻繁に放送すると共に、知名度を高めるが、風邪薬を中心とした薬の製造販売だけでは、今後の成長が見込めないと判断するに至り、1964年に大阪府堺市に本社を置く堺化学工業の傘下に加わる。

- 1966年には改源株式会社から株式会社カイゲンに社名を変更した。

- 医薬品の他、医療機器や健康食品を販売する一方で、他にも商標にカイゲンを冠する感冒薬、鎮咳剤、鼻炎治療薬や滋養強壮剤、健康食品などがある。

- 医療機関向け医薬品では消化管造影検査に用いる硫酸バリウム製剤の販売は国内トップシェアである。また、OTC医薬品はテバ製薬などが製造する一部製品を除き、製造を親会社の堺化学工業が担当していた。

- 2012年3月1日、株式交換により堺化学工業の完全子会社となった。そして、2013年4月1日に堺化学工業内のグループ再編により、同じくグループ会社の共成製薬を吸収合併すると同時に堺化学工業の医薬事業を会社分割によって当社に継承し、カイゲンファーマ株式会社に社名変更した[1]。これに伴って、堺化学工業の医薬事業が担っていた製造機能とカイゲンが担っていた販売・営業機能が一体化され、堺化学工業製造品はカイゲンファーマの自社製造品となった。

- 2015年2月6日には一般医療機器や器具類の輸出入・製造・国内販売を手掛ける松岡メディテック株式会社の発行済み株式すべてを取得し、完全子会社化したことを発表した[2]が、2017年8月16日に66.7%をエア・ウォーター株式会社へ譲渡した（その後全株式を譲渡）[3]。

## 事業所
- 本社・大阪営業所
  - 〒541-0045 - 大阪市中央区道修町2-5-14
- 長野工場
  - 〒586-0006 - 大阪府河内長野市松ヶ丘中町1330-1
- 奥沢工場
  - 〒047-0013 - 北海道小樽市奥沢1-25-18
- 天神工場
  - 〒047-0011 - 北海道小樽市天神2-5-3
- 東京支店
  - 〒130-0011 - 東京都墨田区石原4-25-14
- 札幌営業所
  - 〒065-0024 - 札幌市東区北24条東3-3-7
- 仙台営業所
  - 〒984-0003 - 仙台市若林区六丁の目北町16-1
- 大宮営業所
  - 〒337-0008 - さいたま市見沼区春岡1-6-5
- 金沢営業所
  - 〒920-0364 - 石川県金沢市松島2-28
- 名古屋営業所
  - 〒466-0832 - 名古屋市昭和区駒方町1-7 オーガスタビル1階
- 広島営業所
  - 〒733-0823 - 広島市西区庚午南1-32-23
- 高松出張所
  - 〒761-8075 - 香川県高松市多肥下町1509-15
- 福岡営業所
  - 〒812-0013 - 福岡市博多区博多駅東2-9-7

## 主な商品

### OTC医薬品

#### 感冒薬

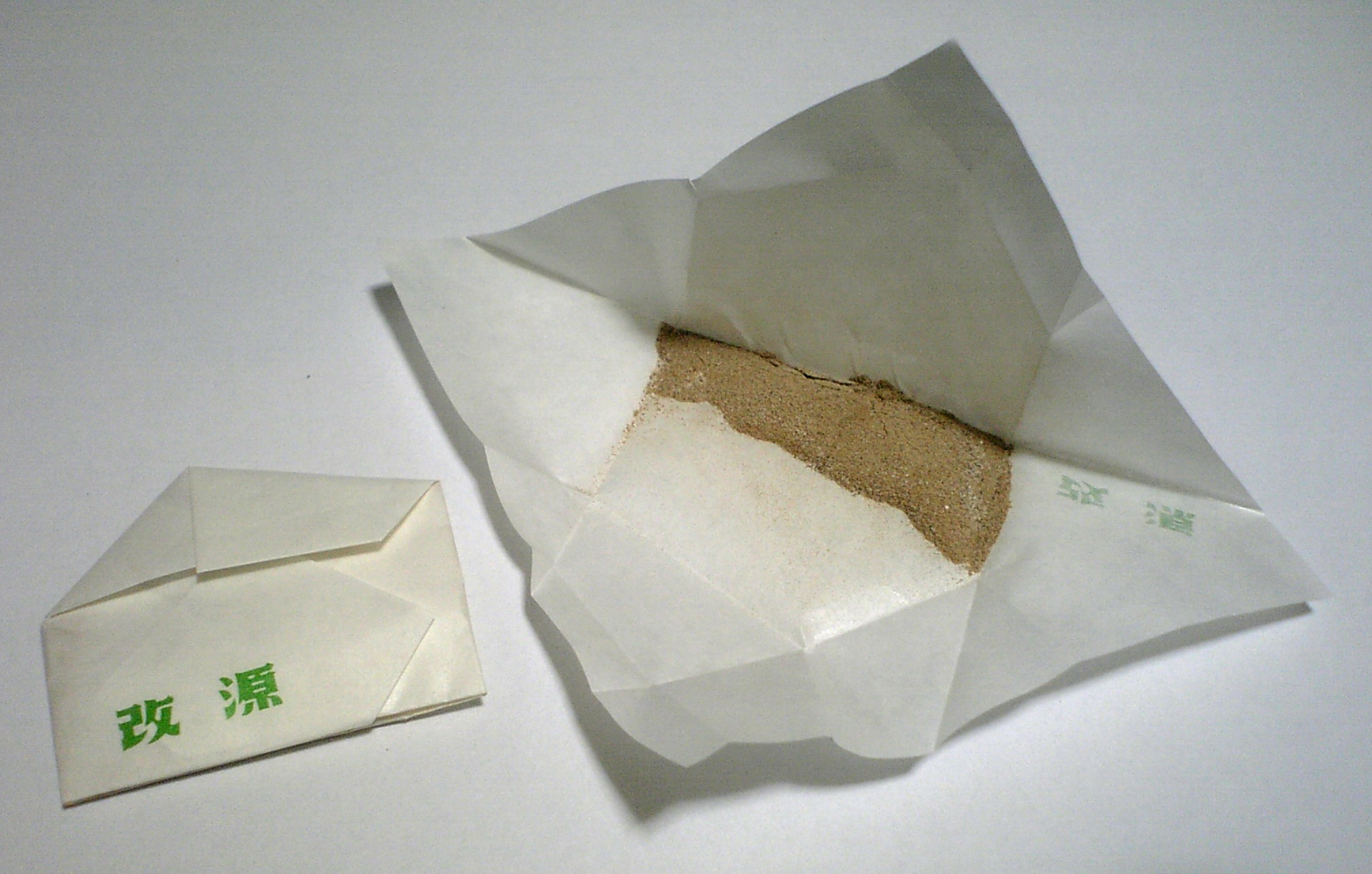
改源（散剤） 近年珍しくなった薬包紙で包まれた製品

- 改源【指定第2類医薬品】 - 生薬を配合したかぜ薬。抗ヒスタミン剤を含まないので眠くならない特長があるが、かぜによる鼻の諸症状には効果がないので注意が必要。コデイン系の成分も含まないため、服用年齢は1歳以上となる。俵屋宗達の傑作『風神雷神図屏風』の風神をモチーフにした風邪の神様（声優：富田耕生）が登場するCMで知られ、「風邪引いてまんねん」という台詞は非常に有名である。過去には牟田悌三が長らく出演し、一時期おかけんた・ゆうたも出演したことがある。新剤形の「改源錠」発売に伴い、2012年からは滝沢秀明がCMに出演し、2014年からのCMにはIMALUが出演している。
- 改源錠【指定第2類医薬品】 - 「改源」の処方をベースに、dl-メチルエフェドリン塩酸塩、カンゾウ末、ショウキョウ末の含有量が増量された錠剤。「改源」同様に抗ヒスタミン剤やコデイン系成分を含まないため、服用年齢は5歳以上。
- 改源かぜカプセル【指定第2類医薬品】 - 「改源」の処方をベースに、ケイヒ末の含有量を減らすかわりに、dl-メチルエフェドリン塩酸塩とショウキョウ末の含有量が増量されたカプセル剤。抗ヒスタミン剤・コデイン系成分を含まないため、服用年齢は7歳以上。
- カイゲン顆粒【指定第2類医薬品】 - 「改源」の処方をベースに鼻症状に対応するためクロルフェニラミンマレイン酸塩（抗ヒスタミン剤）が追加配合された顆粒剤。「改源」とは異なり、分包タイプである。コデイン系成分を含まないため、服用年齢は3歳以上である。
- カイゲン感冒カプセル「プラス」【指定第2類医薬品】 - 本品には鎮咳成分としてジヒドロコデインリン酸塩を配合している。2018年1月に用法・用量が改訂され、服用年齢が12歳以上に引き上げられた。（製造販売元：第一薬品工業）
- カイゲンかぜ内服液【第2類医薬品】 - 葛根湯エキスを配合した液体タイプの漢方製剤（製造販売元：萬金薬品工業）
- カイゲン感冒液小児用【指定第2類医薬品】

#### 点鼻薬・鼻炎用内服薬
- カイゲン点鼻薬【第2類医薬品】（製造販売元：日東薬品工業）
- カイゲン点鼻スプレー【第2類医薬品】（製造販売元：雪の元本店）。

#### 鎮咳去痰薬
- 改源咳止液W【指定第2類医薬品】 - キキョウとセネガの2種類の生薬去痰成分を配合した液剤。
- カイゲンせき止め液W【指定第2類医薬品】 - 「改源咳止液W」に比べて無水カフェインの含有量を低減し、グアヤコールスルホン酸カリウムを追加した液剤。
- 新カイゲンせき止め液W【指定第2類医薬品】 - 「カイゲンせき止め液W」に比べてグアヤコールスルホン酸カリウムの含有量を増量し、セネガ流エキスをバクモンドウエキスに差し替えた液剤。
- カイゲン咳止錠【指定第2類医薬品】 - 麦門冬乾燥エキスを配合した錠剤タイプ。（製造販売元：大昭製薬）

#### 口腔咽喉薬
- スロナースのどスプレー【第3類医薬品】 - アズレンスルホン酸ナトリウム配合したのどスプレー。（製造販売元：池田薬品工業）
- アズクールのどスプレー【第3類医薬品】 （製造販売元：昭和製薬）
- ブルーガーグルCP【指定医薬部外品】 - セチルピリジニウム塩化物水和物とグリチルリチン酸二カリウムを配合した計量カップ付・ポンプ式ボトルを採用した300ml大容量サイズのうがい薬（製造販売元：昭和製薬）
- のどケアスプレーS【第3類医薬品】 - ポビドンヨードを配合し、直噴ノズルを採用したメントール風味ののどスプレー。30mlの大容量サイズ（製造販売元:昭和製薬）。
- カイゲンのどスプレー【第3類医薬品】 - ポビドンヨードを配合し、甘みと清涼感を持たせたスリムボトルののどスプレー（製造販売元：池田薬品工業）
- カイゲントローチS【指定医薬部外品】（製造販売元：日新薬品工業）
- ガーグルフレッシュ【第3類医薬品】 - ポビドンヨードを配合したうがい薬（製造販売元：昭和製薬）。

#### 滋養強壮薬
- レビローマンS【指定医薬部外品】 - ビタミンB群とタウリンを配合したドリンク剤（製造販売元：パナケイア製薬）
- カイゲンコール【第2類医薬品】 - ビタミンB群・タウリンに3種類の生薬を配合したミニドリンク剤（製造販売元：萬金薬品工業）

#### 胃腸薬
- 新キーパーU 顆粒【第2類医薬品】 - 2種類の消化酵素、5種類の健胃生薬、制酸剤、胃粘膜修復剤、消泡剤を配合した顆粒タイプの胃腸薬。
- 新キーパーU 細粒【第2類医薬品】 - 2種類の消化酵素、5種類の健胃生薬、制酸剤、胃粘膜修復剤、消泡剤を配合した細粒タイプの胃腸薬。

#### 目薬
- アイブルーAG【第2類医薬品】 - クロルフェニラミンマレイン酸塩、グリチルリチン酸二カリウム、塩酸テトラヒドロゾリン等を配合。（製造販売元：キョーリンリメディオ）
- アイブルー抗菌目薬α【第2類医薬品】 - スルファメトキサゾールナトリウムなど4種類の有効成分を配合した抗菌目薬（製造販売元：佐賀製薬）

#### その他OTC医薬品
- カイゲンパックIB顆粒【指定第2類医薬品】 - イブプロフェンにカンゾウとシャクヤクの2種類の生薬を配合した顆粒タイプの解熱鎮痛薬。
- ラクトールS【指定第2類医薬品】 - ビサコジルとセンノシドを配合した便秘薬（製造販売元：至誠堂製薬）

### 健康食品
- コレカット【特定保健用食品】 - アルギン酸（低分子化アルギン酸ナトリウム）を含有する飲料。レモン味の「コレカットレモン」とグレープフルーツ味でカロリーゼロ設計の「コレカットゼロ」の2種類がある。
- 改源しょうがのど飴（製造元:味覚糖）
- 改源のど飴（同上）
- 改源梅のど飴（同上）
- 改源健康黒のど飴（同上）
- 改源しょうが湯

その他、各種栄養補助食品の通信販売も行っている。

### 医療用医薬品
- バリトップ - 胃部X線投影用造影剤（炭酸入り硫酸バリウム製剤）
- ネオバルギン - 胃部X線投影用造影剤（硫酸バリウム製剤）
- 硫酸バリウム散99.1％「共成」- 胃部X線投影用造影剤（硫酸バリウム製剤）
- ネオダルムゾル - 大腸X線投影用造影剤（硫酸バリウム製剤）
- バックス発泡顆粒
- バルギン発泡顆粒
- バルギン消泡液 - 胃透視や消化管内視鏡検査などにおける消泡剤。または消化管内ガスの駆除剤（シリコーンの一種であるジメチコン）。
- スループロゼリー - 医療用の加熱殺菌処理された潤滑剤。
- ダルムスペース - 大腸検査食

### 医療機器
- クリーントップ - 軟性内視鏡用洗浄消毒器（製造販売元：関西セイキ工業）

## 社名の由来
中国古典の「孟子」から引用した。
- 孟子の万章章句上「既而幡然改　故源源而来」（幡然として改め、源源として来る）

## 広告

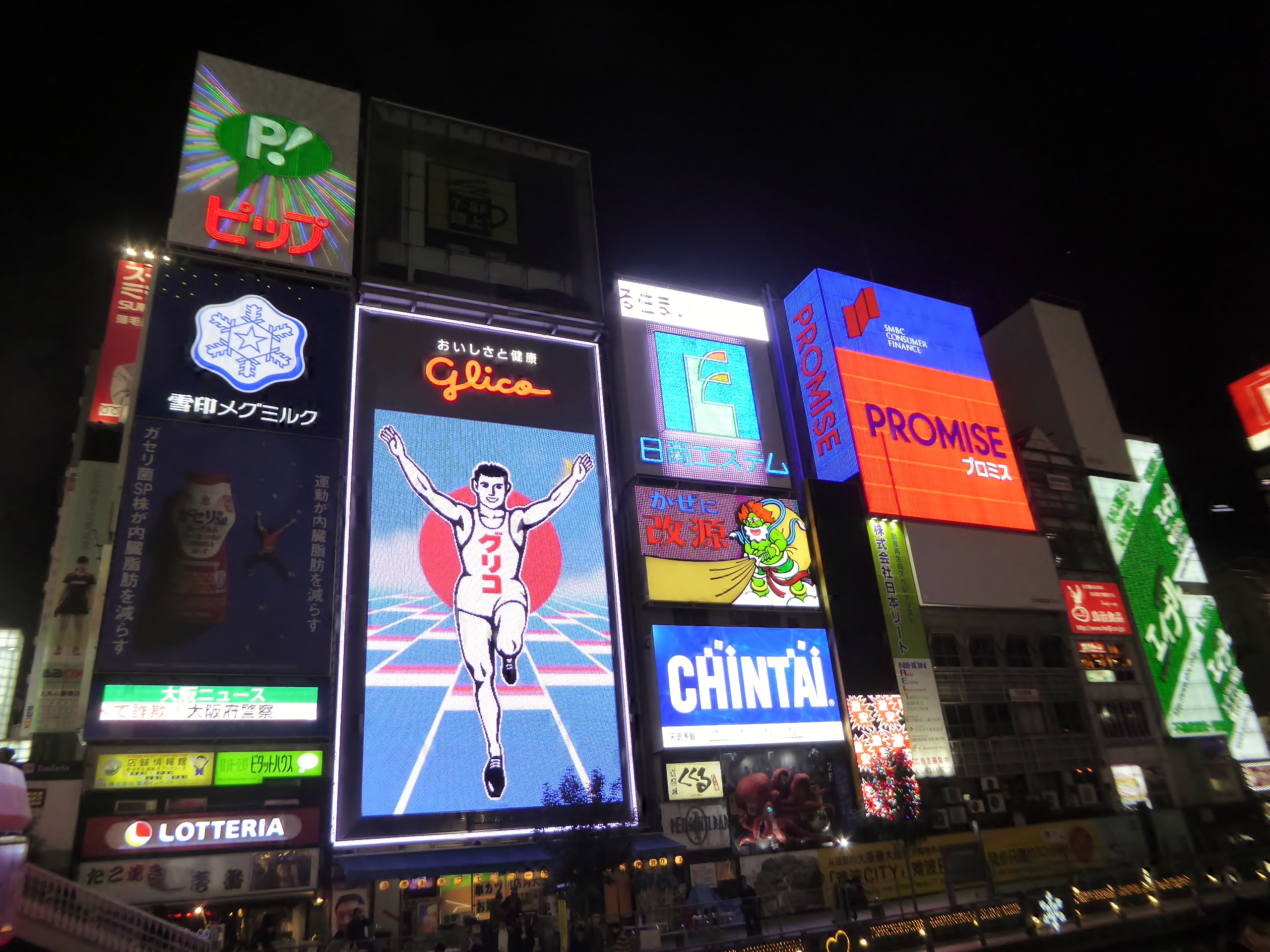
道頓堀の改源の看板（画面中央）。リニューアル前の2017年。

- 秋頃から翌年の春頃までにかけて、同社の地盤である近畿地区を中心に（主にMBS）テレビCMが放映されており、時間帯によっては集中的に放映される。しかし、関東地区での放映はそれほど多くない。
- CMには風神をモチーフにしたマスコットキャラクター・風神さん（風邪の神様 声・雨森雅司→西川のりお→富田耕生）が登場し、風神さんが発する「風邪ひいてまんねん」という関西弁の台詞や童謡「雪」のメロディに乗せた「風邪に改源ありがとさん」というフレーズがよく知られている。
- 2007年から2008年にかけてのバージョンでは、従来のマスコットキャラクターである風神さんに加えてデーモン小暮閣下が出演している。最後の使用上の注意の喚起のところで音声（ピンポン）等を発するところを「デーモン」と発しているが、規定上問題はない。
- 2012年から新製品の「改源錠」のCMキャラクターとして滝沢秀明を起用した。2014年からはIMALUを起用したバージョンが放送されている。
- 1966年より、大阪市中央区道頓堀に架かる戎橋近くの道頓堀グリコサイン右隣に広告看板を掲出している。2019年9月10日には、「かぜに改源」の文字と風神のイラストを起用したネオンサインから縦5m×横8mのLEDデジタルサイネージ（道頓堀改源ビジョン[4]）に改められた。従来の風神のイラストに加えて、2018年から製品パッケージに起用したネコの「なごむくん」の動画も配信している[5]。